# Journal of Toxicological Sciences
Das Journal of Toxicological Sciences, abgekürzt J. Toxicol. Sci., ist eine wissenschaftliche Fachzeitschrift, die von der japanischen Society of Toxicological Sciences veröffentlicht wird. Derzeit erscheint die Zeitschrift mit vier Ausgaben im Jahr. Es werden Arbeiten aus allen Bereichen der Toxikologie veröffentlicht.
Der Impact Factor der Zeitschrift lag im Jahr 2018 bei 1,732.